# 三角山遗址
三角山遗址，位于中国广东省河源市和平县县城，为和平县的一个县级文物保护单位，类型为古遗址，公布时间为1986年9月。
三角山遗址的历史年代为战国。